# Трав'янське водосховище
 Тра́в'янське водосховище  — невелике руслове водосховище на річці Харків, розташоване у Харківському районі Харківської області.
Водосховище було споруджено в 1972 році, як частина комплексу резервного запасу прісної води для міста Харкова. Крім Травянского водосховища, в комплекс входять Муромське водосховище і В'ялівське водосховище, побудовані на притоках річки Харків. Гребля водосховища розташована у селі Липці за 47 км від гирла річки Харків.
- Призначення — зрошення, риборозведення.
- Вид регулювання — багаторічне.

Окрім річки Харків, до водосховища впадають такі річки: річка Марченки, річка Трав'янка. 
В липні 2025 вода зі штучної водойми повільно зійшла внаслідок пошкодження гідротехнічної споруди внаслідок влучання російського боєприпасу у греблю в районі шахтного водоскиду та водоскидного тунелю.

## Основні параметри водосховища
- нормальний підпірний рівень — 128,0 м;
- форсований підпірний рівень — 129,0 м;
- рівень мертвого об'єму — 122,6 м;
- повний об'єм — 22,2 млн м³;
- корисний об'єм — 10,6 млн м³;
- площа дзеркала — 592 га;
- довжина — 8,2 км;
- середня ширина — 0,8 км;
- максимальні ширина — 1,38 км;
- середня глибина — 3,8 м;
- максимальна глибина — 9,0 м.

## Основні гідрологічні характеристики
- Площа водозбірного басейну — 240 км².
- Річний об'єм стоку 50 % забезпеченості — 16,8 млн м³.
- Паводковий стік 50 % забезпеченості — 14,1 млн м³.
- Максимальні витрати води 1 % забезпеченості — 160 м³/с.

## Склад гідротехнічних споруд
- Глуха земляна гребля довжиною — 940 м, висотою — 13 м, шириною — 10 м.
- Шахтний водоскид із монолітного залізобетону, трьохвічковий, висотою — 8 м, розмірами 3(3,0х2,5)м, обладнаний плоскими донними затвори розмірами 3×2 м.
- Водоскидний тунель трьохвічковий розмірами 2(3,0х2,5)м бокових секцій, і 3,8×2,5 м — середньої.

## Використання водосховища
Водосховище було побудовано для зрошення на Трав'янській зрошувальній системі в Харківському районі.
На даний час використовується для риборозведення ПП «КРГ-Атос».